# Copa Intercontinental de Futsal 2019
A Copa Intercontinental de Futsal 2019, também conhecida como Mundial de Clubes de Futsal 2019, foi a 19ª edição do troféu e a 13ª edição, desde que a competição foi reconhecida oficialmente pela FIFA. Todos os jogos foram disputados na cidade de Bangkok na Tailândia. A competição foi realizada de 26 de agosto a 01 de setembro de 2019.
A campeã foi a equipe  Sorocaba Futsal, chegando a sua terceira conquista.

## Regulamento
As nove equipes formam um grupo de três equipes e disputam a competição todos contra todos, em sistema de pontos corridos. O campeão de cada grupo e o melhor segundo colocado que obtiverem o maior número de pontos ganhos ao final da primeira fase, fazem a semifinal em partida única.Os vencedores fazem a final em partida única.

## Participantes
| Seleção             | Confederação | Qualificação                          | Última participação |
| ------------------- | ------------ | ------------------------------------- | ------------------- |
| Sorocaba            | CONMEBOL     | Campeão da Copa Intercontinental 2018 | Estreante           |
| Corinthians         | CONMEBOL     | Representante da CONMEBOL             | Estreante           |
| Boca Juniors        | CONMEBOL     | Representante da CONMEBOL             | Estreante           |
| Fath Sportif Settat | CAF          | Representante da CAF                  | Estreante           |
| Chonburi            | AFC          | Representante do país sede            | Estreante           |
| Mes Sungun          | AFC          | Representante da AFC                  | Estreante           |
| Shenzhen Nanling    | AFC          | Representante da AFC                  | Estreante           |
| ElPozo Murcia       | UEFA         | Campeão da Uefa Futsal Cup 2014/15    | Estreante           |
| Barcelona           | UEFA         | Campeão da Uefa Futsal Cup 2014/15    | Estreante           |

## Primeira fase

### Grupo A
| 26 de agosto de 2019 | Chinburi                                              | 4 - 2 | Fath Sportif Settat       | Arena de Bangkok, Bangkok |
| 19:00 UTC-3          | Gol marcado · Gol marcado · Gol marcado · Gol marcado |       | Gol marcado · Gol marcado |                           |

| 27 de agosto de 2019 | Fath Sportif Settat | 0 - 3 | Boca Juniors                            | Arena de Bangkok, Bangkok |
| 19:00 UTC-3          |                     |       | Gol marcado · Gol marcado · Gol marcado |                           |

| 28 de agosto de 2019 | Boca Juniors                                                        | 5 - 3 | Chonburi                                | Arena de Bangkok, Bangkok |
| 19:00 UTC-3          | Gol marcado · Gol marcado · Gol marcado · Gol marcado · Gol marcado |       | Gol marcado · Gol marcado · Gol marcado |                           |

### Grupo B
| 26 de agosto de 2019 | Barcelona                                             | 4 - 1 | Shenzhen Nanling | Arena de Bangkok, Bangkok |
| 19:00 UTC-3          | Gol marcado · Gol marcado · Gol marcado · Gol marcado |       | Gol marcado      |                           |

| 27 de agosto de 2019 | Shenzhen Nanling | 1 - 3 | Corinthians                             | Arena de Bangkok, Bangkok |
| 19:00 UTC-3          | Gol marcado      |       | Gol marcado · Gol marcado · Gol marcado |                           |

| 28 de agosto de 2019 | Corinthians | 1 - 1 | Barcelona   | Arena de Bangkok, Bangkok |
| 19:00 UTC-3          | Gol marcado |       | Gol marcado |                           |

### Grupo C
| 26 de agosto de 2019 | Sorocaba Futsal                         | 3 - 1 | Mes Sungunt | Arena de Bangkok, Bangkok |
| 19:00 UTC-3          | Gol marcado · Gol marcado · Gol marcado |       | Gol marcado |                           |

| 27 de agosto de 2019 | Mes Sungunt | 0 - 7 | ElPozo Murcia                                                                                   | Arena de Bangkok, Bangkok |
| 19:00 UTC-3          |             |       | Gol marcado · Gol marcado · Gol marcado · Gol marcado · Gol marcado · Gol marcado · Gol marcado |                           |

| 28 de agosto de 2019 | ElPozo Murcia             | 2 - 3 | Sorocaba Futsal                         | Arena de Bangkok, Bangkok |
| 19:00 UTC-3          | Gol marcado · Gol marcado |       | Gol marcado · Gol marcado · Gol marcado |                           |

## Classificação da primeira fase

### Grupo A
| Pos. | Seleção                | Pts | J | V | E | D | GP | GC | SG |
| ---- | ---------------------- | --- | - | - | - | - | -- | -- | -- |
| 1    | Boca Juniors           | 6   | 2 | 2 | 0 | 0 | 8  | 3  | +5 |
| 2    | PTT Bluewave Chonburi  | 3   | 2 | 1 | 0 | 1 | 7  | 7  | 0  |
| 3    | Fath Sportif De Settat | 0   | 2 | 0 | 0 | 2 | 2  | 7  | –5 |

### Grupo B
| Pos. | Seleção                  | Pts | J | V | E | D | GP | GC | SG |
| ---- | ------------------------ | --- | - | - | - | - | -- | -- | -- |
| 1    | Barcelona                | 4   | 2 | 1 | 1 | 0 | 5  | 2  | +3 |
| 2    | Corinthians              | 4   | 2 | 1 | 1 | 0 | 4  | 2  | +2 |
| 3    | Shenzhen Nanling Tielang | 0   | 2 | 0 | 0 | 2 | 2  | 7  | –5 |

### Grupo C
| Pos. | Seleção       | Pts | J | V | E | D | GP | GC | SG |
| ---- | ------------- | --- | - | - | - | - | -- | -- | -- |
| 1    | Sorocaba      | 6   | 2 | 2 | 0 | 0 | 6  | 3  | +3 |
| 2    | ElPozo Murcia | 3   | 2 | 1 | 0 | 1 | 9  | 3  | +6 |
| 3    | Mes Sungun    | 0   | 2 | 0 | 0 | 2 | 1  | 10 | -9 |

### Melhor segundo colocado
| Pos. | Seleção               | Pts | J | V | E | D | GP | GC | SG | Gr.      |
| ---- | --------------------- | --- | - | - | - | - | -- | -- | -- | -------- |
| 1    | Corinthians           | 4   | 2 | 1 | 1 | 0 | 4  | 2  | +2 | Grupo B  |
| 2    | ElPozo Murcia         | 3   | 2 | 1 | 0 | 1 | 9  | 3  | +6 | 'Grupo C |
| 3    | PTT Bluewave Chonburi | 3   | 2 | 1 | 0 | 1 | 7  | 7  | 0  | Grupo A  |

## Fase final
|  | Semifinais           | Semifinais           |      |                       | Medalha de ouro       | Medalha de ouro |  |
|  |                      |                      |      |                       |                       |                 |  |
|  | 31 de agosto – 17:30 |                      |      |                       |                       |                 |  |
|  | Corinthians          | 1 (1)                |      |                       |                       |                 |  |
|  | Sorocaba (p)         | 1 (3)                |      |                       |                       |                 |  |
|  |                      |                      |      |                       |                       |                 |  |
|  |                      |                      |      |                       | 1 de setembro – 20:30 |                 |  |
|  |                      |                      |      |                       | Boca Juniors          | 2(1)            |  |
|  |                      | Sorocaba(p)          | 2(3) |                       |                       |                 |  |
|  |                      |                      |      |                       |                       |                 |  |
|  |                      |                      |      |                       |                       |                 |  |
|  |                      |                      |      |                       | Medalha de bronze     |                 |  |
|  | 31 de agosto – 20:30 | 31 de agosto – 20:30 |      | 1 de setembro – 17:30 | 1 de setembro – 17:30 |                 |  |
|  | Barcelona            | 0                    |      | Corinthians           | 4                     |                 |  |
|  | Boca Juniors         | 3                    |      |                       | Barcelona             | 2               |  |

### Semifinais
| 31 de agosto de 2019 | Corinthians | 1 - 1 (0 - 0 na prorrogação) | Sorocaba    | Arena Bangkok,Bangkok |
| 18:30 UTC-3          | Divanei 21' | Relatório                    | Everton 49' |                       |

|                            |       | Penalidades                     |  |
| Govea Vásquez López Macías | 1 – 3 | Martínez Vuelto Reyes Maldonado |  |

| 31 de agosto de 2019 | Barcelona | 0 -3 | Boca Juniors         | Arena Bangkok, Bangkok |
| 18:30 UTC-3          |           |      | 16' · 23' · Keké 34' |                        |

### Disputa pelo terceiro lugar
| 01 de setembro de 2019 | Barcelona                 | 2 - 4 | Corinthians                                           | Arena Bangkok,Bangkok |
| 16:30 UTC-3            | Gol marcado · Gol marcado |       | Gol marcado · Gol marcado · Gol marcado · Gol marcado |                       |

### Final
| 01 de setembro de 2019 | Boca Juniors              | 2 - 2 (0 - 1 na prorrogação) | Sorocaba                  | Arena Bangkok,Bangkok |
| 18:30 UTC-3            | Divanei 21' · Lukaian 29' |                              | Gafanha 16' · Camargo 23' |                       |

|                            |       | Penalidades                     |  |
| Govea Vásquez López Macías | 1 – 3 | Martínez Vuelto Reyes Maldonado |  |

## Premiação
| Copa Intercontinental de Futsal 2019 |
| ------------------------------------ |
| Sorocaba 3º Título                   |